# Willa Fitzgerald
Willa Fitzgerald (Nashville, 1991. január 17. –) amerikai színésznő.
Főként televíziós sorozatokból ismert: a Sikoly című horrorsorozatban Emma Duvalt alakította, majd a Riválisok főszereplője lett. 2022-ben a Reacher első évadjában kapott szerepet. Feltűnt a Luxusdoki és Az Usher-ház bukása epizódjaiban is.
2019-ben Az Aranypinty című filmdráma szereplője volt.

## Fiatalkora és tanulmányai
Nashville-ben született és nőtt fel. A Yale Egyetemen tanult pszichológiát, de a színészet iránt gyermekkora óta érdeklődő Willa később színházszakon folytatta tanulmányait.

## Filmográfia

### Film
| Év   | Magyar cím     | Eredeti cím           | Szerep             | Magyar hang         |
| ---- | -------------- | --------------------- | ------------------ | ------------------- |
| 2008 |                | For the Love of a Dog | Vivian             |                     |
| 2017 |                | Freak Show            | Tiffany            |                     |
| 2017 | Gyilkos pénz   | Blood Money           | Lynn               |                     |
| 2017 |                | Beach House           | Emma               |                     |
| 2019 | Az Aranypinty  | The Goldfinch         | Kitsey Barbour     | Staub Viktória      |
| 2021 |                | 18½                   | Connie             |                     |
| 2022 | Megváltó lövés | Savage Salvation      | Ruby Red           | Csuha Borbála       |
| 2023 |                | Desperation Road      | Maben              |                     |
| 2023 | Vadmacska      | Wildcat               | Elizabeth Hardwick | Ligeti Kovács Judit |
| 2023 |                | Strange Darling       | Lady               |                     |
| 2024 |                | Relay                 | Rosetti            |                     |
| 2024 |                | Joe Baby              | Heather Stanton    |                     |
| 2025 | Alarum         | Alarum                | Laura ügynök       | Nemes Takách Kata   |

### Televízió
| Év        | Magyar cím                               | Eredeti cím                       | Szerep                  | Megjegyzések                                             |
| --------- | ---------------------------------------- | --------------------------------- | ----------------------- | -------------------------------------------------------- |
| 2013–2014 |                                          | Alpha House                       | Lola Laffer             | visszatérő szereplő (12 epizód)                          |
| 2014      |                                          | The Novice                        | Lucy Griego             | eladatlan próbaepizód                                    |
| 2014      | Zsaruvér                                 | Blue Bloods                       | Lacey Sutherland        | 1 epizód                                                 |
| 2014      | Gyilkos hajsza                           | The Following                     | Jenny                   | 1 epizód                                                 |
| 2014      | Luxusdoki                                | Royal Pains                       | Emma Miller             | visszatérő szereplő (6. évad)                            |
| 2014      |                                          | Untitled Wall Street Project      | Tara Conklin            | eladatlan próbaepizód                                    |
| 2015      | Gotham                                   | Gotham                            | Grace Fairchild         | 1 epizód                                                 |
| 2015–2016 | Sikoly                                   | Scream                            | Emma Duval              | főszereplő (1–2. évad)                                   |
| 2017      |                                          | Bull                              | Susan Bryant            | 1 epizód                                                 |
| 2017      |                                          | Behind Enemy Lines                | Roxanne Daly            | eladatlan próbaepizód                                    |
| 2017      | Kisasszonyok                             | Little Women                      | Meg March               | - főszereplő (3 epizód) - magyar hangja: - Gáspár Kata   |
| 2018      |                                          | #Fashionvictim                    | Anya St. Clair          | eladatlan próbaepizód                                    |
| 2018      | Kártyavár                                | House of Cards                    | Claire 20 évesen        | 2 epizód                                                 |
| 2019      | Esküdt ellenségek: Különleges ügyosztály | Law & Order: Special Victims Unit | Ava Parcell             | 1 epizód                                                 |
| 2019      | Younger                                  | Younger                           | Audrey Colbert          | - 2 epizód - magyar hangja: - Molnár Gyöngyi             |
| 2019      | Dolly Parton: A szív húrjai              | Dolly Parton's Heartstrings       | Maddie Hawkins          | - 1 epizód - magyar hangja: - Csuha Borbála              |
| 2019–2020 | Riválisok                                | Dare Me                           | Colette French          | főszereplő                                               |
| 2020      | Milliárdok nyomában                      | Billions                          | Jill                    | 1 epizód                                                 |
| 2022      | Reacher                                  | Reacher                           | Roscoe Conklin          | - főszereplő (1. évad) - magyar hangja: - Mórocz Adrienn |
| 2023      | Az Usher-ház bukása                      | The Fall of the House of Usher    | Madeline Usher fiatalon | - minisorozat (8 epizód) - magyar hangja: - Györfi Anna  |

## Fordítás
- Ez a szócikk részben vagy egészben  a   Willa Fitzgerald című angol Wikipédia-szócikk ezen változatának fordításán alapul.  Az eredeti cikk szerkesztőit annak laptörténete sorolja fel. Ez a jelzés csupán a megfogalmazás eredetét és a szerzői jogokat jelzi, nem szolgál a cikkben szereplő információk forrásmegjelöléseként.